# Zgórze (gmina Strzelce)
Zgórze – wieś w Polsce, położona w województwie łódzkim, w powiecie kutnowskim, w gminie Strzelce.
W latach 1975–1998 miejscowość należała administracyjnie do województwa płockiego.